# Eise Eisinga
Eise Jelteszn Eisinga (Dronrijp, 21 febbraio 1744 – Franeker, 27 agosto 1828) è stato un astronomo olandese.
Costruì personalmente un planetario. Si tratta del planetario funzionante più antico del mondo.

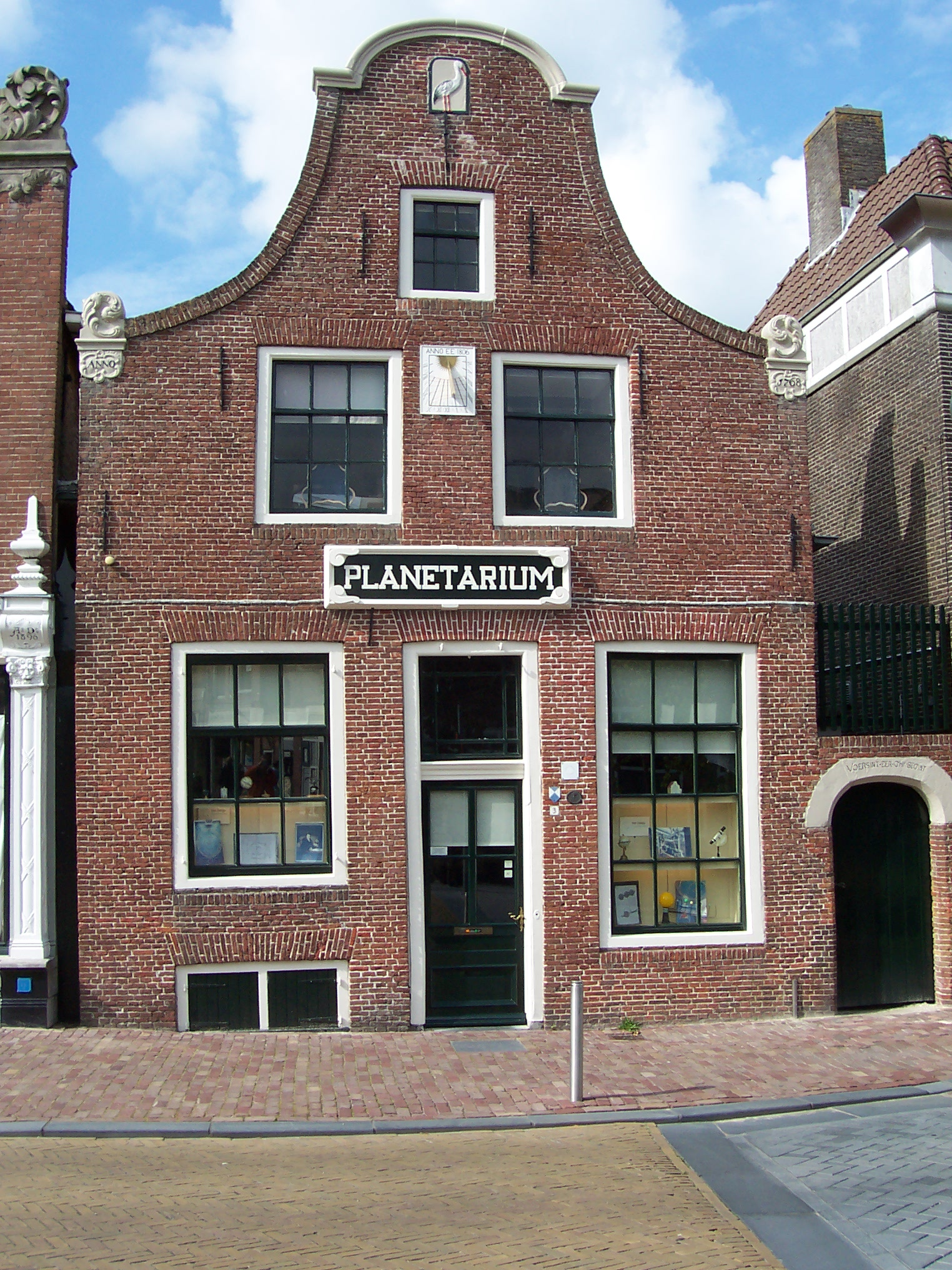
Planetario di Eise Eisinga, Franeker, Paesi Bassi

## Biografia
Esinga era il figlio di un cardatore di lana. Nonostante fosse molto dotato, non ebbe la possibilità di frequentare un ginnasio. All'età di 15 anni pubblicò un libro di matematica di oltre 650 pagine. A 17 anni pubblicò un libretto sui fondamenti dell'astronomia. Anche suo fratello Stephanus Jeltes si interessava di matematica e astronomia. Eisinga diventò cardatore di lana e trascorreva le ore libere studiando matematica e astronomia come autodidatta presso la Franeker Akademie. Si dedicò alle meridiane e pubblicò un libro con disegni di circa 150 meridiane. All'età di 24 anni si sposò con Pietje Jacobs, dalla quale ebbe due figli.
Tra il 1774 e il 1781 si dedicò alla costruzione del suo famoso planetario.
Nel 1787, in seguito a dei contrasti con le autorità di Freneken, Eisinga si trasferì in Germania e si stabilì a Visvliet dove continuò la sua attività di cardatore di lana.
Nel 1795 tornò a Franeker e diventò membro del Governo Provinciale. Fu insegnante presso la Freneker Academie fino al 1811, anno in cui Napoleone fece chiudere l'istituto.
Nel 1818 Eisinga ottenne un titolo onorifico (fu nominato Fratello dell'Ordine del Leone Olandese), che prevedeva anche un assegno in denaro.
Eisinga morì nel 1828 all'età di 84 anni e lasciò un testamento in cui descriveva il funzionamento del suo planetario.

## Planetario

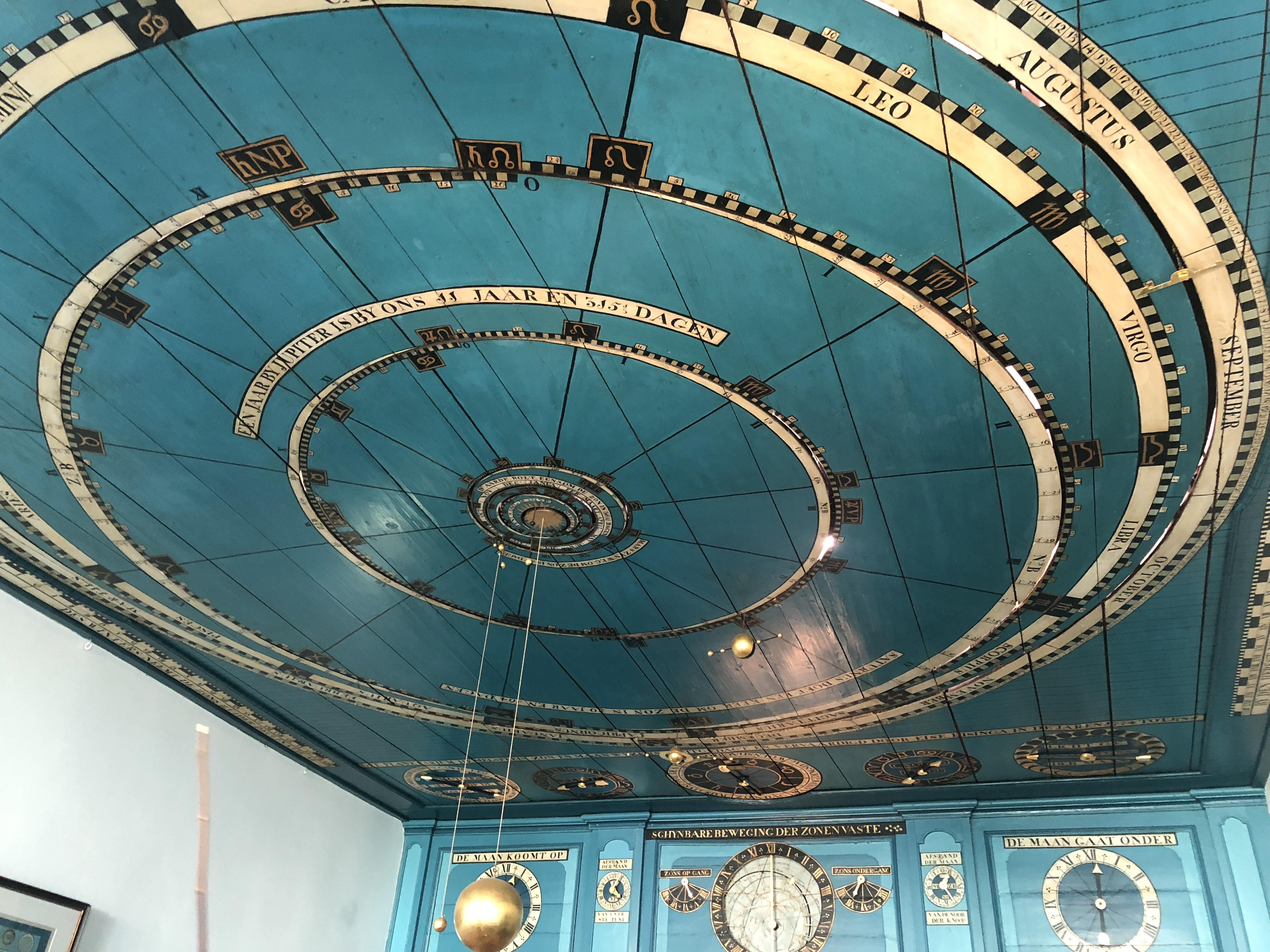
Planetarium

### Origine e costruzione
Nel 1774 fu prevista una congiunzione della Luna e dei pianeti Mercurio, Venere, Marte e Giove e in quell'occasione il reverendo Eelco Alta di Bozum pubblicò un libretto, nel quale prediceva che questi corpi celesti sarebbero entrati in collisione l'8 maggio 1774. La Terra sarebbe stata spinta fuori dalla sua orbita e il sole l'avrebbe bruciata. Queste predizioni causarono un grande panico in tutta la Frisia.
Per mostrare che tale panico era assolutamente immotivato, Eisinga decise di costruire nel salone della sua casa un modello in scala, funzionante, del nostro sistema solare. Un orologio installato nella soffitta regolava il periodo di rotazione dei pianeti conosciuti a quell'epoca: Mercurio, Venere, la Terra, Marte, Giove e Saturno.
Eisinga pensava di poter finire il lavoro in sei mesi, ma il planetario fu completato solo nel 1781, nello stesso anno in cui fu scoperto il pianeta Urano. Sul planetario di Eisinga, collocato nel salone della sua casa, non c'era posto per questo nuovo pianeta.

### Funzionamento
Nel planetario, i pianeti si muovono sulle loro orbite nello stesso tempo dei pianeti reali e proprio come nel vero sistema solare, Saturno impiega 30 anni per orbitare attorno al sole anche sul soffitto. Un piccolo aggiornamento del meccanismo è tuttavia necessario ogni anno bisestile.
Nel 1784 Eisinga pubblicò un libro che descriveva il suo planetario ("Nauwkeurige Beschrijving en Afteekeningen van de uitwendige vertooning en de inwendige zamenstelling van het gansche Planetarium") e poi ottenne delle onorificenze dalla città di Franeker.

### Monumento nazionale
Nel 1818 il re Guglielmo I visitò il planetario e nel 1825 lo acquistò per lo Stato olandese, che nel 1859 donò il planetario alla città di Franeker. Nel 2006 il planetario ha ottenuto la denominazione "Koninklijke" (reale).
Il planetario è una delle tre opere frisone incluse nella lista dei cento monumenti olandesi più importanti considerati dall'UNESCO come patrimonio dell'umanità.

## Onorificenze postume
La strada in cui precedentemente si trovava la casa di Eisinga fu chiamata Eise Esingastraat. 
Il 5 maggio 1994 le poste olandesi hanno emesso un francobollo da 80 centesimi in occasione del 250º anniversario della nascita di Eisinga. Nello stesso anno un romanzo sulla sua vita è stato pubblicato da Piter Terpstra.